# Home Park
Home Park – stadion piłkarski położony w Plymouth, w Wielkiej Brytanii. Do użytku został oddany w 1893 roku. Od tego czasu swoje mecze na tym obiekcie rozgrywa zespół Plymouth Argyle F.C. Jego pojemność wynosi 20 922 miejsc. Rekordową frekwencję, wynoszącą 43 596 osób, odnotowano w 1936 roku podczas meczu ligowego pomiędzy Plymouth Argyle F.C. a Aston Villa F.C.